# ویلیام کاسترو
ویلیام کاسترو (انگلیسی: William Castro؛ زادهٔ ۲۲ مهٔ ۱۹۶۲) بازیکن فوتبال سابق اهل اروگوئه است.
از باشگاه‌هایی که در آن بازی کرده‌است می‌توان به جیمناسیا لاپلاتا، باشگاه فوتبال ناسیونال اروگوئه، باشگاه فوتبال کروز آزول، باشگاه فوتبال پنیارول، باشگاه فوتبال لیورپول (مونته‌ویدئو)، تیم ملی فوتبال اروگوئه و باشگاه فوتبال لیورپول (مونته‌ویدئو) اشاره کرد.
وی همچنین در تیم ملی فوتبال Uruguay بازی کرده‌است.